# Rindal (localitate)
Rindal este o localitate din comuna Rindal, provincia Møre og Romsdal, Norvegia, cu o suprafață de 0,83 km² și o populație de 665 locuitori (2013).